# Des garçons et des filles
Pour plus de détails, voir Fiche technique et Distribution.
Des garçons et des filles est un film français réalisé par Étienne Périer, sorti en 1967.

## Synopsis
Un groupe de jeunes gens, garçons et filles, s'installent en bande dans une grande maison délabrée de Paris. Fous-rires et complications dans cette auberge espagnole parisienne.

## Fiche technique
- Titre : Des garçons et des filles
- Réalisation : Étienne Périer
- Scénario : Dominique Fabre
- Musique : Jean-Michel Jarre (musique de la surprise-partie) et Errol Parker
- Image : Henri Raichi
- Son : André Hervée
- Décors : Jean-Jacques Caziot et Françoise Hardy
- Costumes : Danielle Fonveille
- Montage : Sophie Coussein
- Assistant-réalisateur : Louis Pitzele
- Production : Hervé Thys
- Sociétés de production : Planfilm (Paris), Spiralfilm (Bruxelles)
- Producteur délégué : Adolphe Viezzi
- Pays d'origine :  France
- Format : Couleurs - 1,66:1 - Mono - 35 mm
- Genre : Comédie
- Durée : 97 minutes
- Métrage : 2 700 mètres
- Procédé : Eastmancolor
- Date de sortie : 21 septembre 1967

## Distribution
- François Leccia : Guy, un étudiant en technique
- Nicole Garcia : Coco, une standardiste écervelée, amoureuse de Jean-Claude
- Roger Van Hool : Jean-Claude, un sculpteur farfelu, l'aîné de la bande
- François Duval : Jean, un jeune lycéen
- Martine Kelly : Gill, une petite anglaise ambitieuse, apprentie modéliste
- Marc Porel : Pierre
- Ludmila Mikaël : Françoise, une fille enceinte d'un garçon qu'elle n'aime pas et qu'elle ne veut pas épouser
- David McNeil : Kurt, un Danois qui débarque de Copenhague et se sent perdu à Paris
- Mary Marquet : Tante Berthe
- Martine de Breteuil : la dame de l'agence
- Jean-Michel Jarre : le chanteur
- Jean Maucorps : Henri, un étudiant en médecine
- Rosine Cadoret : Juliette
- Jean-Pierre Honoré : Hervé, le frère de Françoise
- Bénédicte Lacoste : Solange, une fille de bonne famille qui se sent esseulée
- Jacques Portet : le beatnik
- Christian Melsen : le gérant du magasin de couture
- Élisabeth Depardieu
- Max Amyl

## Autour du film
- Des garçons et des filles est le premier long métrage dans lequel a joué Nicole Garcia.